# Jewish Connection
Pour plus de détails, voir Fiche technique et Distribution.
Jewish Connection (Holy Rollers) est un film américain de Kevin Asch, écrit par Antonio Macia (en) et sorti en 2010

## Synopsis
À la fin des années 1990, des juifs hassidiques, Sam Gold et son voisin Yosef Zimmerman, servent de mules pour Jackie, un dealer israélien d'ecstasy et sa fiancée, Rachel.

## Fiche technique
- Titre français : Jewish Connection
- Titre original : Holy Rollers
- Réalisation : Kevin Asch
- Scénario : Antonio Macia (en)
- Musique : MJ Mynarski
- Photographie : Ben Kutchins
- Montage : Suzanne Spangler
- Décors : Tommaso Ortino
- Costumes : Jacki Roach
- Direction artistique : Adam Sober
- Production : Danny A. Abeckaser, Jen Gatien, Per Melita et Tory Tunnell
  - Producteurs délégués : Kevin Asch, Dave Berlin, Isaac Gindi, Marat Rosenberg,
  - Coproducteurs : Ryan Silbert et Robert Profusek
  - Producteurs associés : Michael Fucci et Suzanne Spangler
- Sociétés de production : Deerjen Films, Lookbook Films, Safehouse Pictures
- Distribution :  First Independent Pictures,  Pyramide Distribution
- Genre : Comédie dramatique
- Durée : 89 minutes
- Pays d'origine :  États-Unis
- Langue originale : anglais
- Format : Couleur
- Dates de sortie[1] :
  -  États-Unis : 25 janvier 2010 (Festival du film de Sundance)
  -  États-Unis : 21 mai 2010 (sortie limitée)
  -  Canada : 18 juin 2010 (sortie limitée)
  -  France : 16 février 2011

## Distribution
- Jesse Eisenberg (VFB : Alessandro Bevilacqua) : Sam Gold
- Justin Bartha : Yosef Zimmerman, le voisin tentateur
- Ari Graynor (VFB : Mélanie Dermont)  : Rachel Apfel, la petite amie de Jackie
- Danny Abeckaser : Jackie Solomon, le dealer
- Q-Tip : Ephraim
- Jason Fuchs : Leon Zimmerman, le frère de Yosef
- Mark Ivanir : Mendel Gold, le père de Sam
- Bern Cohen : le rabbin Horowitz
- Elizabeth Marvel : Elka Gold, la mère de Sam
- Hallie Kate Eisenberg : Ruth Gold, la sœur de Sam
- Stella Keitel : Zeldy Lazar

## Production

### Développement
Le film s'inspire d'un fait réel. Le projet est présenté au réalisateur Kevin Asch par son ami producteur et acteur Danny A. Abeckaser : « Nous venions de travailler ensemble sur mon court-métrage, Characters, dans lequel il interprète un fanatique d’Al Pacino (...). En découvrant un documentaire consacré à cette affaire sur History Channel, Danny s’est dit qu’il tuerait pour jouer le rôle de ce trafiquant de drogues. Sachant que personne ne le lui proposerait, il a initié lui-même le projet. Puis il s’est tourné vers moi pour que je le réalise ». Au départ, le producteur pense centrer l'histoire sur son personnage, mais Kevin Asch pense autrement : « Danny envisageait de raconter l’histoire du point de vue de son personnage, le trafiquant de drogue. Je trouvais plus intéressant d’adopter celui du jeune hassidique initialement enrôlé comme mule. Danny a tout de suite adhéré. C’est là que l’on a approché Antonio Macia pour écrire le scénario ».

### Casting
Le manager du scénariste Antonio Macia donne le scénario à l’agent de Jesse Eisenberg sans prévenir qui que ce soit. L'acteur a adoré le script et a tout de suite contacté la production.
La sœur de Jesse Eisenberg, Hallie Kate, incarne également sa sœur à l'écran.

### Tournage
Le tournage n'a duré que quatre semaines dans des décors naturels de New York. Une seconde équipe a tourné deux jours à Amsterdam ainsi que dans le quartier hassidique de Williamsburg,.

## Titres
Le titre original Holy Rollers renvoie aux chrétiens évangéliques qui effectuent en priant de grands mouvements comme s’ils roulaient sur eux-mêmes (« rolling »). Le réalisateur Kevin Asch explique ce choix : « Le terme me semblait convenir à tout type de groupe religieux et, en particulier, les rabbins hassidiques qui prient de manière très similaire. Le double sens, c’est qu’en argot « rolling » désigne aussi l’ecstasy ce qui rend le titre anglais difficilement traduisible dans une autre langue… ». En France, le titre est Jewish Connection, clin d’œil à French Connection, film sur le trafic de drogue de la « filière française ». Le réalisateur avoue apprécier cette allusion : « Je l’adore. D’autant que French Connection est un film important pour moi. Et puis ça fait complètement sens. L’idée que moi, Kevin Asch, qui suis juif, ai réalisé Jewish Connection, me fait beaucoup rire ».

## Clins d’œil
La scène du night-club est inspirée par Mean Streets de Martin Scorsese. Kevin Ash explique cela, car pour lui « la relation entre Sam et Yosef n’est pas très éloignée de celle qu’entretiennent Charlie et Johnnie Boy, les personnages d’Harvey Keitel et de Robert De Niro, dans Mean Streets. Comme Charlie avec Johnnie Boy, Sam se sent le devoir de rester fidèle à Yosef tout en sachant que ce n’est pas bon pour lui. Et, comme Charlie dans Mean Streets, Sam voit sa foi se heurter au monde moderne ».
Le réalisateur a également voulu rendre hommage à Sidney Lumet en s'inspirant pour son générique d'entrée de celui d'Un après-midi de chien : « le générique de début est directement inspiré de celui d’Un après-midi de chien de Lumet qui a su dépeindre New York avec une grande véracité émotionnelle. Plus généralement, je voulais retrouver la texture très particulière des films des années 1970, leur absence de vernis, leur authenticité ».

## Réception critique
Jewish Connection a rencontré un accueil critique mitigé dans les pays anglophones, où il obtient 51% d'avis positifs sur le site Rotten Tomatoes sur les 86 commentaires des critiques professionnelles collectés et une moyenne de 51⁄100 sur le site Metacritic, basé sur 23 commentaires collectés.

## Distinctions
- Sélectionné au Festival du film de Sundance 2010
- Révélation Cartier du Festival du cinéma américain de Deauville 2010
- Breakthrough Director Award aux Gotham Awards 2010[6]